# نساء أمريكيات من أصول إفريقية في السياسة
شاركت النساء الأميريكيات من أصل إفريقي في القضايا السياسية الأميركية، والدعوة لإدماجهن في المجتمع من خلال المنظمات والنوادي والخدمات الاجتماعية من بعد حقبة الحرب الأهلية الأمريكية. كانت القضايا التي تشمل هوية ثقافية، والعنصرية، والتمييز على أساس الجنس مهم للنساء من أصل إفريقي في الحوار السياسي.

## الاقتراع وحق التصويت

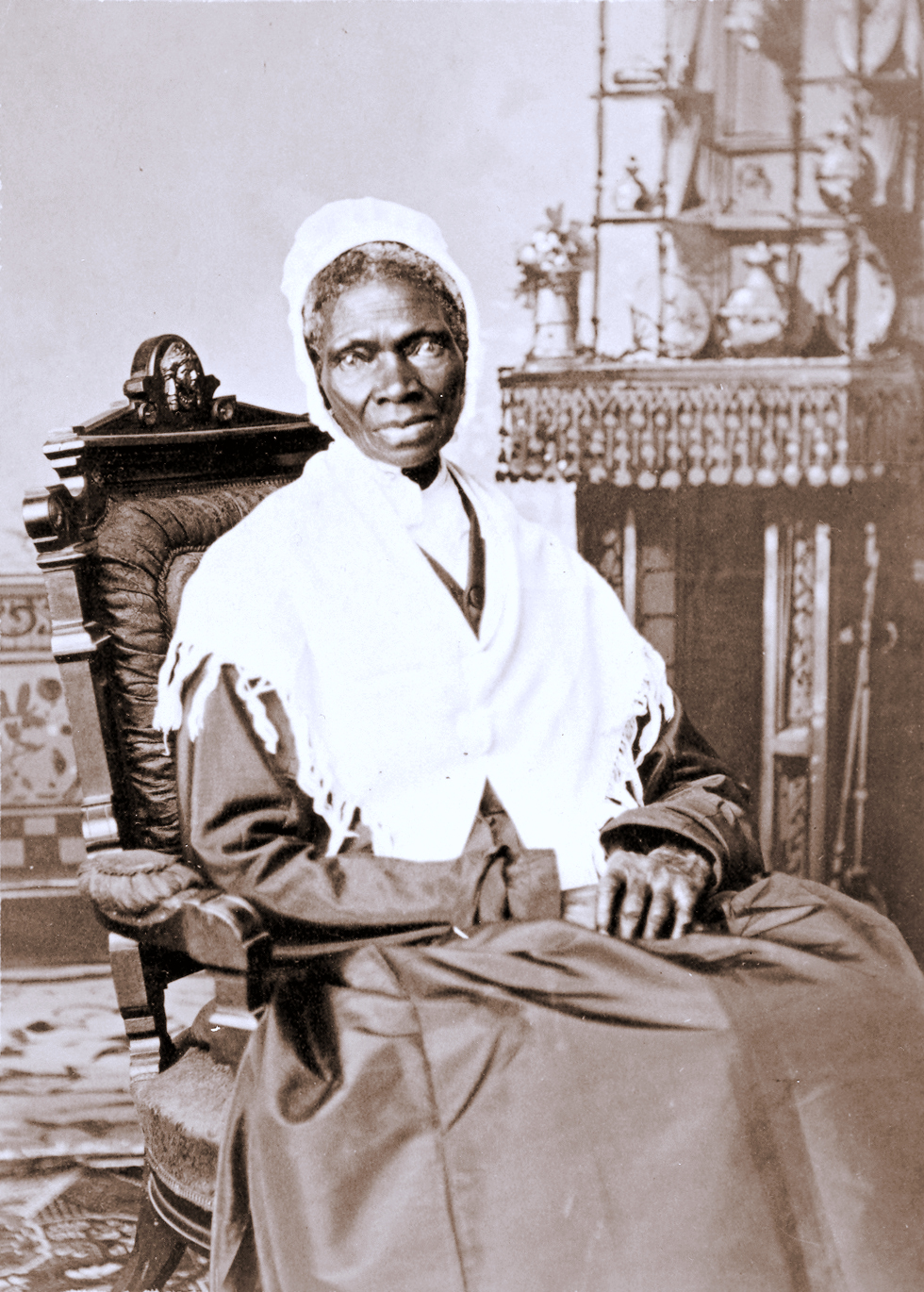
سوجورنر تروث

بدأ السعي لتحقيق الاقتراع العام خلال ستينيات القرن الماضي في استجابة لأحداث الحرب الأهلية الأمريكية. كانت سوجورنر تروث هي التي ألقت خطابا تاريخيا خلال اتفاقية المرأة في آكرون بولاية أوهايو في 29 مايو 1851، والذي جعل الكثير من الناس تتوقف وتستمع، وتم تقديم الخطاب إلى جمهور أكبر عندما كتب ونشره ماريوس روبنسون، مراسل إلغاء عقوبة الإعدام. ناقش خطاب، «ألست امرأة؟» امتيازات النساء البيض الاميركيات، والمجاملات التي لا تعطى للنساء من أصل إفريقي. استطاع الرجال الأميركيين الأفارقة التصويت في عام 1870 مع إقرار التعديل الخامس عشر لدستور الولايات المتحدة، ولكن كانت النساء الأفريقيات الأمريكيات غير قادرات على المشاركة في الانتخابات السياسية. بدأت جهود منح المرأة حق التصويت خلال عام 1890. خلال هذه الفترة، كان يتم التقليل من النساء من أصل إفريقي على نطاق واسع أو تجاهلهن أو التمييز على أساس الجنس بسبب العنصرية من النساء الأمريكيات البيض.
على الرغم من حصول المرأة على حق التصويت في الولايات المتحدة في عام 1920، ما زال يواجه العديد من النساء ذوات البشرة الملونة عقبات. بعض العقبات التي واجهتهن طلب هي ترجمة الدستور من أجل التصويت. وتم تهديد آخرون بالعنف الجسدي، واتهامهن بتهم باطلة، وغيرها من الخطر الشديد لمنع التصويت. ونتيجة لهذه التكتيكات وغيرها من الجهات التي تهمش الملونين تم وضع قانون حقوق التصويت لعام 1965. وهو يحظر اية أعمال تمييزية لمنع الناس من التصويت.

## النساء والقوة السوداء
على الرغم من حقيقة أن بعض عناصر من حركة القوة السوداء كان لديهم بعض وجهات النظر التي تركزت على كره النساء، سرعان ما وجدت نساء من أصل إفريقي صوت في الحركة. تشغيل النساء في مناصب قيادية وفي البرامج المجتمعية، وقمن بمحاربة كراهية النساء. ساهمت نساء أخريات أيضا في الديمقراطية الشعبية من خلال خدمة المجتمع. ركزت المنظمات على المرأة في عصر الحقوق، مكافحة الفقر، وحملات القوة، والنساء السود في المنظمات المجتمعية المحلية في كثير من الأحيان، مثل نظرائهم من الإناث في المنظمات المعروفة على الصعيد الوطني، تولدت القوة السوداء من خلال خطاباتهن ومشاركتهن في مجلس الشيوخ، جماعات حقوق الرعاية الاجتماعية، والرابطة الدينية للنساء السود.